# 斯里卡库兰县

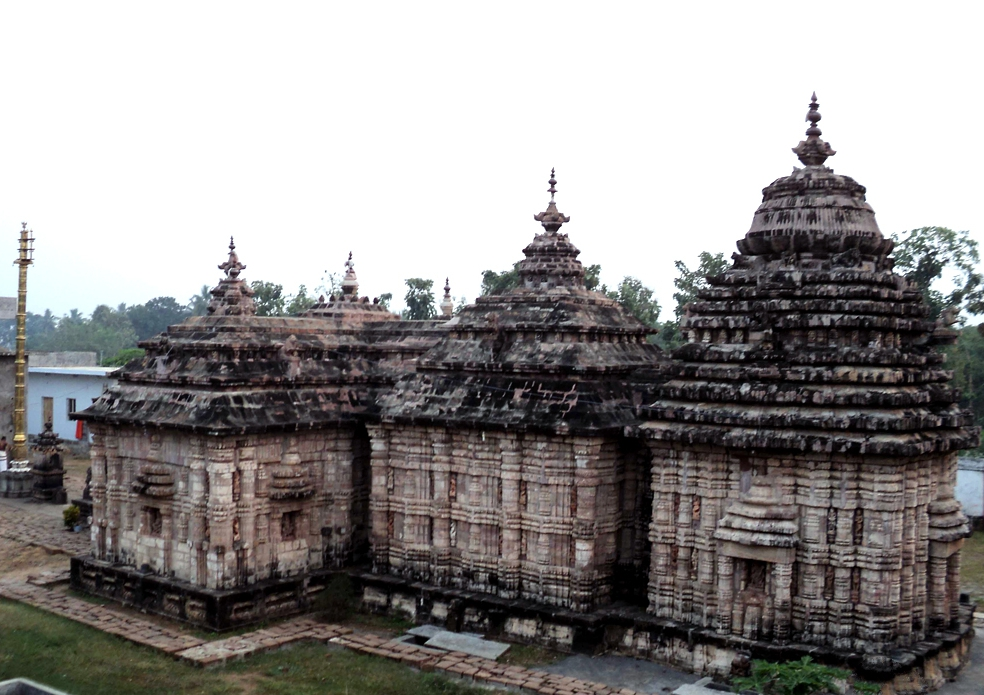

斯里卡库兰县（英語：Srikakulam district），或译斯里加古蘭縣，是印度的一個縣，位於該國東南部，由安得拉邦負責管轄，面積5,837平方公里，海拔高度10米，2001年人口2,537,597，人口密度每平方公里403人。